# خوسيه أوليسس ماسياس سالسيدو
خوسيه أوليسس ماسياس سالسيدو (بالإسبانية: José Ulises Macías Salcedo)‏ هو كاهن كاثوليكي مكسيكي، ولد في 29 أكتوبر 1940 في ليون في المكسيك.